# Bratkowice (przystanek kolejowy)
Bratkowice (ukr. Братковичі, ros. Братковичи) – przystanek kolejowy w miejscowości Bratkowice, w rejonie lwowskim, w obwodzie lwowskim, na Ukrainie.